# ジェンネ
ジェンネ（フランス語: Djenné）は、マリ共和国モプティ州の都市で、モプティ市からは130km、首都バマコからは574kmのところにある。ジェンネは遊牧民と定住民の橋渡しとなる都市であり、サハラ交易の要衝となっていた。商業的に結びついているトンブクトゥからは、川伝いに500km離れており、この二つの都市はかつて「双子の姉妹」と称された。「ジェンネ」はボゾ語で「水の精霊」の意味である。2009年の人口は3万2944人。
1988年に世界遺産(文化遺産)登録された。2016年には保護体制の不備のため危機遺産に登録された。登録基準は(ⅲ)と(ⅳ)。

## 地理
ジェンネはバニ川（ニジェール川の支流）に浮かぶ88ヘクタールの島に建設された都市で、バニ川沿いの23kmの堤防の周縁に位置している。
バマコとモプティをつなぐ幹線道路に出るには、渡し舟を使う。
ジェンネはサヘル型の気候に属しており、年間降水量は400mmから600mmである。

## 民族
- ソンガイ人
- フラニ族
- バンバラ人
- ソニンケ族
- ボゾ人（英語版）
- ドゴン人
- モシ人

## 歴史
現在の都市の周囲5km圏内の考古学的調査の結果、この地方には紀元前3世紀以降に人が住んでいたことが明らかになっている。最も重要な遺跡は、かつてのジェンネの都市と推測されているジェンネ＝ジェンノや、カニャラ、トノンバなどである。
現在のジェンネの都市は、ボゾ人によって、ジェンネ＝ジェンノ近郊に9世紀末に建てられた。伝説では、少女タパマ・ディネポ (Tapama Dienepo) が、都市の防衛と繁栄祈願のために、都市の城郭に生き埋めにされたという。
ジェンネは交易の要衝であり、ニジェール川およびその支流を通ってやってくる商人たちによって南北交易の結節点として繁栄していた。ガオやトンブクトゥといった北から来た商人たちはサハラ砂漠を越えてやってきた宝飾品や岩塩を持参し、南方の森林地帯の商人が持ってきたコーラナッツ、黄金、象牙などと交換した。ジェンネはこの富によって周囲に城壁をめぐらし、マリ帝国やソンガイ帝国といった覇権国家の治下にありながら自治を保った。
1280年にコイ・コウンボロ (Koi Koumboro) 王がイスラームに改宗し、ジェンネに壮麗なモスクを建てた。この13世紀のうちに、マリ帝国に併合された。1443年にはトゥアレグに、1470年にはソンガイ帝国に、次々と征服された。このソンガイ帝国の統治時期が、ジェンネの最盛期とされる。1591年にはモロッコがジェンネを奪取したが、1670年にはバンバラ帝国領となった。1819年にはマシーナ帝国のフラニ族支配者セク・アマドゥに、1862年にはトゥクルール帝国のウマール・タールに征服された。そして、1893年にはルイ・アシナール軍に屈し、フランス領スーダンに併合された。ジェンネの都市史は相次ぐ征服の歴史ではあったが、同時にその歴史を通じて、ブラックアフリカにおけるイスラーム拡張の中心地であり続けた。
こうして統治者を次々と変えながらもジェンネの繁栄は続いており、1828年にこの地を訪れたフランスの探検家であるルネ・カイエもその繁栄ぶりを記している。しかしフランス領になると、ニジェール川本流の利便性に着目したフランスは、ジェンネから130㎞下流の、バニ川とニジェール川本流の合流地点に新たにモプティ市を1905年に建設し、以後ジェンネは地域の中心都市の地位を失った。
しかし現在でもなお交易拠点としては重要性を持っており、この地方では最も重要な市場が、月曜日ごとに開催されている。またジェンネの大モスクなどの文化遺産を求めて、観光客も多く訪れるようになった。

## 世界遺産
ジェンネの特徴的な建築物群は、1988年にユネスコの世界遺産に登録された。もともと「ジェンネ市街」(The City of Djenne / Ville de Djenné) という名称で1979年に申請が行われていたが審議延期となり、1987年に改称の上再申請が行われた。
伝統的な建造物群は泥で出来ており、壁には木の断片「テロン」(terron) が組み込まれている。建築家アブドゥレ・トゥレ (Abdoulaye Touré) の研究によって、ファサードは、父、母、子といった家族の様々な構成員を表現していることが明らかにされた。点の数は、子の人数を表している。

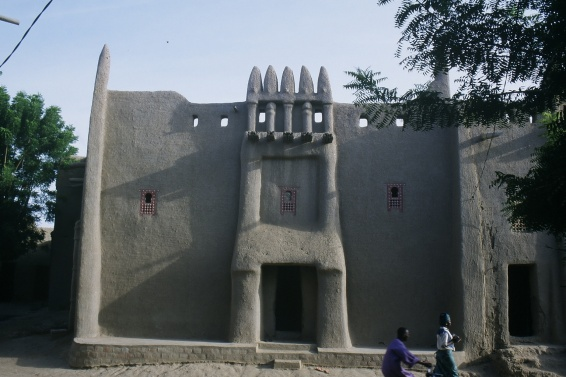
伝統的な建物のファサード

住居は一般に2階建てで、トゥクルール様式もしくはモロッコ様式のファサードを備えている。今日、世界遺産登録によって保護が義務付けられているにもかかわらず、セメント製の住居が増え、古い町並みを変質させつつある。

### ジェンネの大モスク
ジェンネ旧市街の象徴といえる泥の建造物が、巨大な泥塗りのモスクである。1280年ごろに、イスラームに改宗したジェンネ王コワ・コアンボロが宮殿を壊し、跡地に壮麗なモスクを建てたのが起源である。
1819年にジェンネがセク・アマドゥのマシナ帝国に屈した際、モスクは新しいものを建設するために取り壊されてしまった。その後、フランス植民地総督ウィリアム・メルロ＝ポンティ (William Merlaud-Ponty) は、イスラーム指導者アルマミ・ソンフォ (Almamy Sonfo) の要請を受け入れて、コイ・コウンボロ王の壮麗なモスクを再現することを1906年10月に決定した。この再建工事は翌年10月1日に完成した。
屋根が100本の柱で支えられている大モスクは、奥行き75m、高さ20mで、1000人の信徒を収容できる。表面の材質は泥のため、町の住民で分担して毎年塗り直しが行われる。

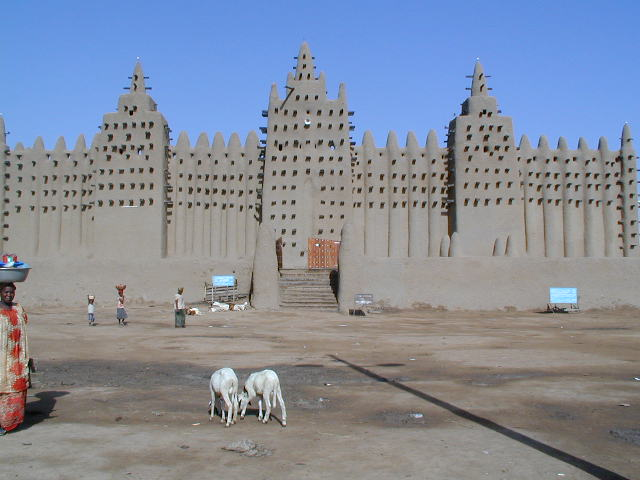
大モスクのファサード

### 登録基準
この世界遺産は世界遺産登録基準のうち、以下の条件を満たし、登録された（以下の基準は世界遺産センター公表の登録基準からの翻訳、引用である）。
- (3) 現存するまたは消滅した文化的伝統または文明の、唯一のまたは少なくとも稀な証拠。
- (4) 人類の歴史上重要な時代を例証する建築様式、建築物群、技術の集積または景観の優れた例。

### 危機遺産
情勢の不安定さを理由に、危機にさらされている世界遺産（危機遺産）リストに登録された（第40回世界遺産委員会、2016年）。

## 行政
ジェンネの市町村共同体 (commune) は、ジェンネ市のほか、Ballé, Diabolo, Gomnikouboye, Kamaraga, Kéra, Niala, Velingara, Souala, Syn, Yenleda といった村を含んでいる。また、ジェンネのcercleは、Dandougoufakala, Déraby, Djenné, Fakala, Femayé, Kewa, Madiama, Nema Badenyakafo, Niansanarié, Ouro Ali, Pondory, Togué Mourari の各コミューンで構成されている。
1987年以降、ジェンネ市はヴィトレ (イル＝エ＝ヴィレーヌ県)（フランス）と姉妹都市になっている。